# Marc Menard
Marc Andre Menard (Québec, 12 marzo 1975) è un modello e attore canadese.

## Biografia
Nato a Québec, in Canada, all'età di un anno si trasferisce a Montréal. Frequenta le superiori in un'accademia maschile gesuita, dove matura la passione per la recitazione, e continua gli studi frequentando la Concordia University di Montréal e la University of Sherbrooke di Sherbrooke, laureandosi in Legge ed Economia Aziendale, con una specializzazione in marketing.
Per pagarsi gli studi universitari, lavora come barista in un nightclub: è qui che un direttore del casting, in cerca di un volto maschile per un video musicale, lo nota e gli chiede di partecipare all'audizione. Menard ottiene la parte e, dopo essere stato scoperto da un'importante agenzia di Milano, comincia a fare il modello, partecipando a una campagna pubblicitaria per Nautilus e girando in tutta Europa. Nel 1998, giunto al terzo anno di lavoro nel campo della moda, decide di trasferirsi a Miami, dove l'agente Manny Arca lo convince a provare la carriera d'attore: prende lezioni al conservatorio dell'Actor's Studio e presto ottiene delle parti in Coffee, Desserts, Lightfare, The Suit, All for Noth'in? e No Way Out. Sempre nel 2002 entra nel cast delle telenovele Ocean Ave e La valle dei pini, che lo porta a New York.
Tra il 2006 e il 2007 interpreta Michael Krieger nella soap Watch Over Me; negli anni seguenti ottiene ruoli da guest star in CSI: NY e Lost, e partecipa ai film per la televisione Yeti e Il ragazzo della porta accanto. Tra il 2010 e il 2011 è nei film TV Seduced by Lies con Gerard Plunkett e Virtual Lies - Fuori controllo con Christina Cox. Nel 2012 compare in tre episodi della quinta stagione di Gossip Girl nel ruolo di padre Cavalia.

## Filmografia

### Cinema
- All For Noth'in
- The Suit
- Lifeline
- Coffee, Desserts, Lightfare, regia di Jesus M. Rodriguez (2002)
- Il mio ragazzo è un bastardo (John Tucker Must Die), regia di Betty Thomas (2006)

### Televisione
- Ocean Ave - serial TV, 122 puntate (2002-2003)
- La valle dei pini (All My Children) - serial TV, 8 puntate (2002-2004)
- Dr. House - Medical Division (House M.D.) - serie TV, episodio 1x04 (2004)
- The Furst Family - serie TV, episodio 1x01 (2004)
- Totally Awesome, regia di Neal Brennan - film TV (2006)
- Watch Over Me - serial TV, 66 puntate (2006-2007)
- CSI: NY - serie TV, episodio 4x08 (2007)
- Yeti (Yeti: Curse of the Snow Demon), regia di Paul Ziller - film TV (2008)
- Il ragazzo della porta accanto (The Boy Next Door), regia di Neill Fearnley - film TV (2008)
- Lost - serie TV, episodi 5x04-5x05 (2009)
- Seduced by Lies, regia di George Erschbamer - film TV (2010)
- Virtual Lies - Fuori controllo (Cyber Seduction), regia di George Erschbamer - film TV (2011)
- Gossip Girl - serie TV, episodi 5x02-5x12-5x13 (2011-2012)
- Stato di crisi (Crisis Point), regia di Adrian Wills - film TV (2012)

## Doppiatori italiani
Nelle versioni in italiano dei suoi film, Marc Menard è stato doppiato da:
- Alessandro Rigotti in Watch Over Me.
- Marco Bassetti in Il ragazzo della porta accanto.
- Simone D'Andrea in Virtual Lies - Fuori controllo.